# Ken Calvert
Ken Calvert, Kenneth Stanton Calvert (ur. 8 czerwca 1953) – amerykański polityk, członek Partii Republikańskiej i od 1993 kongresman ze stanu Kalifornia.